# Tucznawa
Tucznawa (do 1959 r. Tuczna Baba) – od 1977 r. dzielnica Dąbrowy Górniczej, położona 11,5 km na pn.-wsch. od centrum miasta na trasie Dąbrowa Górnicza – Zawiercie. Sąsiaduje z dzielnicami: Sikorka, Bugaj, Łęka, Łosień i Ząbkowice. Sama Tucznawa dzieli się na części: Smardz, Piaski, Rogatka, Nowy Bugaj i Przymiarki (w niektórych źródłach podawane jako osobna dzielnica).
Zabudowę stanowią domki jednorodzinne o charakterze wiejskim, z przyległymi do nich ogrodami i sadami.
Tuczna Baba była wsią biskupstwa krakowskiego w powiecie proszowickim w województwie krakowskim w końcu XVI wieku. 

## Historia
Pierwotna nazwa wsi to Tuczno Baba (Tucznobaba) lub Tuczna Baba. Pierwsze wzmianki o niej pochodzą z roku 1298, jako należącej do parafii w Sławkowie, do której należy do 1495 roku, kiedy to w pobliskim Chruszczobrodzie zostaje erygowana parafia. Jest wymieniania w Liber Beneficiorum Dioecensis Cracoviensis Jana Długosza. W połowie XV w. była własnością biskupów krakowskich i wchodziła w skład klucza sławkowskiego (do 1790). 
Od 1848 roku w pobliżu wsi przechodzi linia kolejowa Drogi Żelaznej Warszawsko-Wiedeńskiej (najbliższa stacja – Dąbrowa Górnicza Sikorka).
Od 1912 roku Tuczna Baba wchodziła w skład gminy Łosień, także po II wojnie światowej. W latach 1954–72 istniała gromada Tuczna Baba. W latach 1973–75 Tucznawa weszła w skład gminy Ząbkowice. W 1975 r. została przyłączona wraz z całą gminą wiejską do miasta Ząbkowice, a 1 lutego 1977 r. do miasta Dąbrowa Górnicza.
W sierpniu 1928 r. w Tucznej Babie powstała Ochotnicza Straż Pożarna. 9 września powołano drużynę złożoną z 41 członków – ochotników. W 1953 roku Oddział OSP otrzymał pierwszy sztandar, ufundowany przez okolicznych mieszkańców (z napisem Tuczna Baba). W 1978 roku na 50-lecie istnienia, jednostka OSP otrzymała nowy sztandar.
Przed wybuchem II wojny światowej, a także po wojnie Tuczna Baba należała do gminy Łosień. Jesienią 1954 stała się siedzibą gromady Tuczna Baba (1954–72), a następnie weszła w skład gminy Ząbkowice (1973-1975), miasta Ząbkowice (1975-1977) i wreszcie miasta Dąbrowy Górniczej od 1 lutego 1977.
19 stycznia 1985 roku ordynariusz częstochowski biskup Stanisław Nowak erygował w Tucznawie parafię pw. Przemienienia Pańskiego. Pierwszym proboszczem został ks. Stanisław Sikorski.
Słownik geograficzny Królestwa Polskiego i innych krajów słowiańskich (tom XII) z 1892 r. pisze o dzielnicy:
Tucznobaba albo Tucznababa, Wieś i osada leśna, powiat będziński, gmina Łosień, parafia Chruszczobród; wieś ma 57 domów, 443 mieszkańców, 1147 morgi; osada leśna 1 dom, 16 morg dworskich; karczma 1 dom, 3 mieszkańców. W 1827 roku było 40 domów, 272 mieszkańców. W roku 1879 odkryto tu obfity pokład galmanu. W połowie XV wieku wieś Tucznobaba w parafii Sławków, własność biskupów krakowskich, miała 13 łanów kmiecych, z których płacono dziesięciny 8 szerokich czeskich groszy biskupom krakowskim. Były tam 4 łany sołtysie; 2 sam uprawiał, 2 obsadził kmiećmi, z nich płacono dziesięciny 8 groszy plebanowi sławkowskiemu. Według reg pob. pow. proszowskiego z roku 1581 wieś Tuczna Baba, w parafii Chruszczobród, własność biskupa krakowskiego, miała 6 łanów kmiecich, 4 zagrody bez roli, 2 komory z bydłem, ćwierć roli karczm,. 1 łan sołtysi, dudę ubogiego, który się uczy grać.

## Inne informacje
W centrum dzielnicy znajduje się wybudowana w pierwszej połowie XIX wieku kapliczka o konstrukcji częściowo drewnianej, częściowo murowanej. W lutym 1863 roku koczował obok niej niewielki oddział powstańców, który miał za zadanie rozmontowanie torów kolejowych, aby przerwać komunikację pomiędzy osadą i przysiółkiem Bugaj. W akcji pomagali im okoliczni mieszkańcy.
Na terenie Szkoły Podstawowej nr 23 w Tucznawie znajdują się pozostałości po pomniku pilota majora Ludwika Idzikowskiego. Pomnik został odsłonięty 17 lipca 1929 roku. Podczas działań wojennych hitlerowcy zniszczyli pomnik. Pozostał tylko głaz oraz tablica pamiątkowa.
Przez Tucznawę przepływa rzeczka Trzebyczka, w korycie której woda pojawia się jednak tylko po gwałtownych opadach lub podczas wiosennych roztopów. Natomiast wody podziemne są przyczyną podmulania drogi i okolicznych budynków mieszkalnych, co stanowi niemały problem tej dzielnicy.
W Tucznawie urodził się i jest pochowany aktor filmowy i teatralny Czesław Przybyła.
Obecna ul. Królewska to część dawnego „traktu biskupiego”, łączącego Siewierz ze Sławkowem i Krakowem.
W kościele w Tucznawie znajdują się relikwie św. Faustyny Kowalskiej.

## Sport
W Tucznawie funkcjonuje klub piłkarski UKS Zagłębiak Tucznawa, grający w klasie A (podokręg Sosnowiec). Klub ten rozgrywa mecze na miejscowym stadionie.